# Nova Canaã
Nova Canaã är en kommun i Brasilien.   Den ligger i delstaten Bahia, i den östra delen av landet, 800 km öster om huvudstaden Brasília. Antalet invånare är 16 727.
Omgivningarna runt Nova Canaã är huvudsakligen savann. Runt Nova Canaã är det ganska glesbefolkat, med 26 invånare per kvadratkilometer.